# Herbert James Carter
Aquest autor és citat en taxonomia animal amb el nom «Carter».
Herbert James Carter (Marlborough, 23 d'abril de 1858 – Canberra, 16 d'abril de 1940) va ser un científic, professor, botànic i entomòleg australià.
Carter va formar-se a l'Aldenham School de Hertfordshire, al Jesus College de Cambridge i a la Universitat de Cambridge. Va ser mestre de matemàtiques a la Sydney Grammar School des de 1881 fins 1901 i va ser director de l'Ascham Girls School des de 1902 fins al 1914.
Va ser president de la Linnean Society de Nova Gal·les del Sud entre 1925 i 1926 i membre del seu Consell des de 1920 fins 1939. També va ser membre de la Royal Entomological Society de Londres. Durant molts anys va ser entomòleg honorari de l'Australian Museum de Nova Gal·les del Sud. Va ser editor científic de l'Enciclopèdia d'Austràlia, publicada el 1926 i autor de Gulliver in the Bush, un llibre publicat el 1933 en el qual explicava moltes de les seves experiències en relació al seu treball científic.
Carter va descriure i nomenar 44 gèneres nous i 1167 espècies noves de plantes, algues i animals com, per exemple, l'esponja Leuconia johnstoni. L'abreviatura «H.J.Carter» es fa servir per indicar a Herbert James Carter com autoritat en la descripció i classificació científica dels vegetals, mentre que per indicar la seva autoritat en zoología s'utilitza simplement «Carter».

## Publicacions
Les obres següents són una selecció de les seves publicacions.
- A. Musgrave, Bibliography of Australian Entomology, 1775-1930, and 1931-1958 (Syd, 1932)
- M. Flower (ed), The Story of Ascham School (Syd, 1952)
- Linnean Society of New South Wales, Proceedings, 68 (1943)
- Sydney Morning Herald, 24 Apr 1940